# Hüntelhof

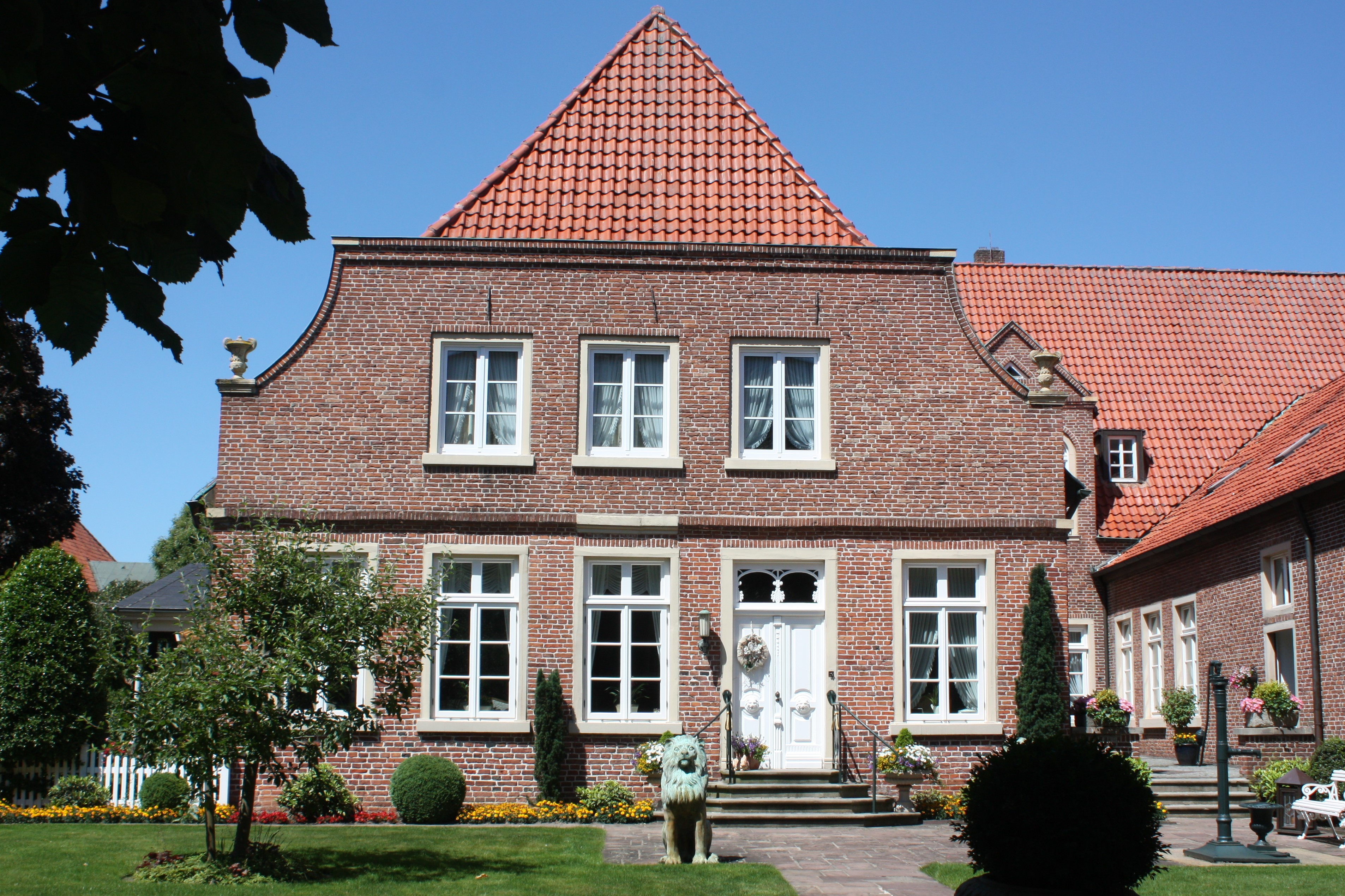
Haselünne, Hüntelhof

Der Hüntelhof ist ein spätmittelalterlicher Burgmannensitz in Haselünne im niedersächsischen Landkreis Emsland.
Nach der Aufgabe der Landesburg des Bistums Münster in Haselünne 1319 erlaubte Bischof Ludwig von Münster 1346/47 den Burgmannen, sich innerhalb der Stadt anzusiedeln. Zu den danach erbauten, frühen Burgmannshöfen in Haselünne dürfte auch der Hüntelhof in der Ritterstraße 5 gehört haben, denn für das Jahr 1644 ist in ihm ein Bergfried bezeugt. Der Sitz wurde erstmals im Jahr 1590 erwähnt, als er im Besitz des Claus von Langen auf Westkreyenborg war. 1664 wurde der Hof mit Bergfried an den Lingener Rentmeister Adrian Pinninck verkauft. Nach seinem Tod 1679 ging er an den Arzt Caspar Buchholz über. Nach zahlreichen weiteren Besitzerwechseln, unter anderem an die namensgebende Familie von Hüntel, ist er heute im Besitz der Familie Berentzen-Hoyer.
Der heutige Burgmannshof besteht aus einem rechteckigen Gebäude, das mit seiner nördlichen Schmalseite Teil der ehemaligen Stadtmauer war. Der Keller des Wohnhauses ist dort mit vier Schießscharten versehen. Im Erdgeschoss befindet sich am Nordende ein großer Saal. Bei Schachtarbeiten sind angeblich die Grundmauern des Bergfrieds erfasst worden.